# Manuel Moreno Zaldívar
Manuel María Moreno Zaldívar, més conegut com a Manu Moreno (Sant Sebastià, País Basc, 5 d'octubre de 1947) és un exjugador i entrenador de bàsquet basc.

## Trajectòria
Es va formar a l'Atlético San Sebastián, va jugar també a l'Águilas de Bilbao fins que el 1974, fitxa pel Saski Baskonia (juntament amb Kepa Segurola i Josean Querejeta), equip en el qual jugaria durant dues temporades, fins a retirar-se. Després començaria una carrera com a entrenador, iniciant-se en les categories inferiors del Saski Baskonia. L'any 1980 substitueix Iñaki Iriarte com a entrenador principal baskonista. El 1985 és entrenador assistent de Pepe Laso, sent posteriorment de nou entrenador principal de l'equip de Vitòria. Els següent equips que dirigiria serien el Caja Bilbao i el València Basket.